# ویلیام اوونز
ویلیام اوونز (انگلیسی: William Owens؛ زادهٔ ۸ مهٔ ۱۹۴۰) ادمیرال بازنشسته نیروی دریایی ایالات متحده آمریکا است، که در فاصله سال‌های ۱۹۹۴ تا ۱۹۹۶ به‌عنوان سومین جانشین رئیس ستاد مشترک نیروهای مسلح ایالات متحده آمریکا فعالیت می‌کرد.
اوونز فعالیت نظامی را از سال ۱۹۶۲ در زیردریایی هسته‌ای آغاز کرد. او در چهار زیردریایی هسته‌ای استراتژیک و سه زیردریایی تهاجمی هسته‌ای خدمت کرد، از جمله به عنوان افسر فرمانده در کشتی‌های جنگی مانند یواس‌اس سم هیوستون. اوونز در مجموع ۴۰۰۰ روز (بیش از ۱۰ سال) را در زیردریایی‌ها گذراند، از جمله در ویتنام.
اوونز دستیار ارشد نظامی فرانک کارلوچی و دیک چینی، وزرای دفاع و مدیر دفتر ارزیابی برنامه‌های وزیر نیروی دریایی بود. او همچنین از سال ۱۹۹۱ تا ۱۹۹۳ به عنوان معاون امور منابع، الزامات جنگی و ارزیابی‌های نیروی دریایی آمریکا خدمت کرد.
اوونز از سال ۱۹۹۰ تا ۱۹۹۲ فرماندهی ناوگان ششم ایالات متحده را برعهده داشت، که شامل عملیات طوفان صحرا نیز می‌شد. او در مارس ۱۹۹۴ توسط بیل کلینتون به سمت جانشین رئیس ستاد مشترک، دومین مقام نظامی ارشد در ایالات متحده، منصوب شد. او در سال ۱۹۹۶ بازنشسته شد.
در آوریل ۲۰۰۰، اوونز به همراه ادوارد آفلی کتاب «رفع مه جنگ» را نوشت.